# Tarık Akan
Tarık Akan (Istanbul, 13. prosinca 1949. – Istanbul, 16. rujna 2016.) je turski glumac. Pravo ime mu je Tarık Tahsin Üregül.
Studirao je strojarstvo na Tehničkom sveučilištu Yıldızu. Struku je promijenio te je prešao u glumce. Prvi put je glumio u filmu 1971. godine. Bio je to film Vefasız.
Osim toga, glumio je u komedijama Hababam Sınıf i Vizontele Tuuba, filmu Yol, drami Berdel i drugima.

## Vanjske poveznice
- Tarık Akan u internetskoj bazi filmova IMDb-u (engl.)